# دان موناهان
دان موناهان (انگلیسی: Dan Monahan؛ زادهٔ ۲۰ ژوئیهٔ ۱۹۵۵) یک هنرپیشه اهل ایالات متحده آمریکا است. 